# Xã Collins, Quận St. Clair, Missouri
Xã Collins (tiếng Anh: Collins Township) là một xã thuộc quận St. Clair, tiểu bang Missouri, Hoa Kỳ. Năm 2010, dân số của xã này là 667 người.